# Madkid
Madkid (マッドキッド Maddokiddo, Eigenschreibweise MADKID) ist ein im Jahr 2014 gegründetes Musikerkollektiv aus der Präfektur Tokio.

## Geschichte
Madkid ging aus der im Mai des Jahres 2014 von den Sängern Kento, Lin, Ririko, Yuki und Kazuki gegründeten Popband J-Boys 5 hervor. Kento stieg bereits im September gleichen Jahres aus der Gruppe aus und wurde durch You-Ta ersetzt. Im Mai 2015 verließ Ririko die Band, dessen Platz von Casey eingenommen wurde. Dieser zog im Januar 2016 zurück in die Vereinigten Staaten um in Florida studieren zu können. Im Februar stieß Shin zu dem Quartett.
Nachdem die Band zwischen 2014 und 2017 sieben Singles und ihr nach der Gruppe benanntes Debütalbum bei kleineren Labels veröffentlichte, nahm Nippon Columbia das Quintett unter Vertrag. Ende Januar 2018 erschien mit Never Going Back, die Debütsingle bei dem Major-Sublabel und erreichte eine Chartnotierung in den Singlecharts von Oricon, wo die Single auf Platz 21 einstieg und sich zwei Wochen lang halten konnte. Die am 6. Februar 2019 veröffentlichte Single Rise wurde als Vorspannlied für die Animeserie The Rising of the Shield Hero, die international unter dem Namen The Rising of the Shield Hero bei Crunchyroll gezeigt wird, verwendet. Das Lied stieg auf Platz 11 der japanischen Singlecharts ein.
Am 8. März 2019 kündigte die Gruppe ihr erstes vollwertiges Major-Album Circus für den 24. April gleichen Jahres an. Das Album beherbergt neben Rise auch das Lied Faith, welches als zweiter Einspieler für The Rising of the Shield Hero genutzt wird, sowie eine englische Version der beiden Stücke. Am 30. August 2019 tritt die Band im Rahmen der Anime Expo erstmals in den Vereinigten Staaten auf.

## Diskografie
- 2014: I Don’t Care (Single, Samuraim Records)
- 2015: Hype (Single, Samuraim Records)
- 2015: All Day All Night (Single, Samuraim Records)
- 2015: Change (Single, Samuraim Records)
- 2015: Konayuki (Single, Samuraim Records)
- 2016: Madkid (Album, Samuraim Records)
- 2017: Party Up/Faded Away (Single, Samuraim Records)
- 2018: Never Going Back (Single, Nippon Columbia)
- 2018: Summer Time (Single, Nippon Columbia)
- 2019: Rise (Single, Nippon Columbia)
- 2019: Faith (Single, Nippon Columbia)
- 2019: Circus (Album, Nippon Columbia)
- 2020: Come · Come · Come (来・来・来) (Single, Nippon Columbia)
- 2021: Linkage (Single, Nippon Columbia)
- 2022: Bring Back (Single, Nippon Columbia)[9]
- 2022: Boundary (Album, Nippon Columbia)